# Saint-Martin-de-Blagny
Pour les articles homonymes, voir Saint-Martin et Blagny.
Saint-Martin-de-Blagny est une commune française, située dans le département du Calvados en région Normandie, peuplée de 120 habitants.

## Géographie
La commune est à l'ouest du Bessin. Son bourg est à 7 km à l'ouest du Molay-Littry, à 10 km au nord-est de Saint-Clair-sur-l'Elle et à 17 km au sud-est d'Isigny-sur-Mer.
| La Folie                           | Bernesq                  | Rubercy, Saonnet |
| La Folie, Sainte-Marguerite-d'Elle | Saint-Martin-de-Blagny   | Le Molay-Littry  |
| Sainte-Marguerite-d'Elle           | Sainte-Marguerite-d'Elle | Tournières       |

### Hydrographie
La commune est située dans le bassin Seine-Normandie. Elle est drainée par l'Esque, le ruisseau du London, le Rieu, le cours d'eau 01 de Bellefontaine, le fossé 02 de Bellefontaine, le fossé 01 de la Piquenotière et l'Esque,,.
L'Esque, d'une longueur de 21 km, prend sa source dans la commune de Cerisy-la-Forêt et se jette  dans l'Aure à Colombières, après avoir traversé douze communes. 

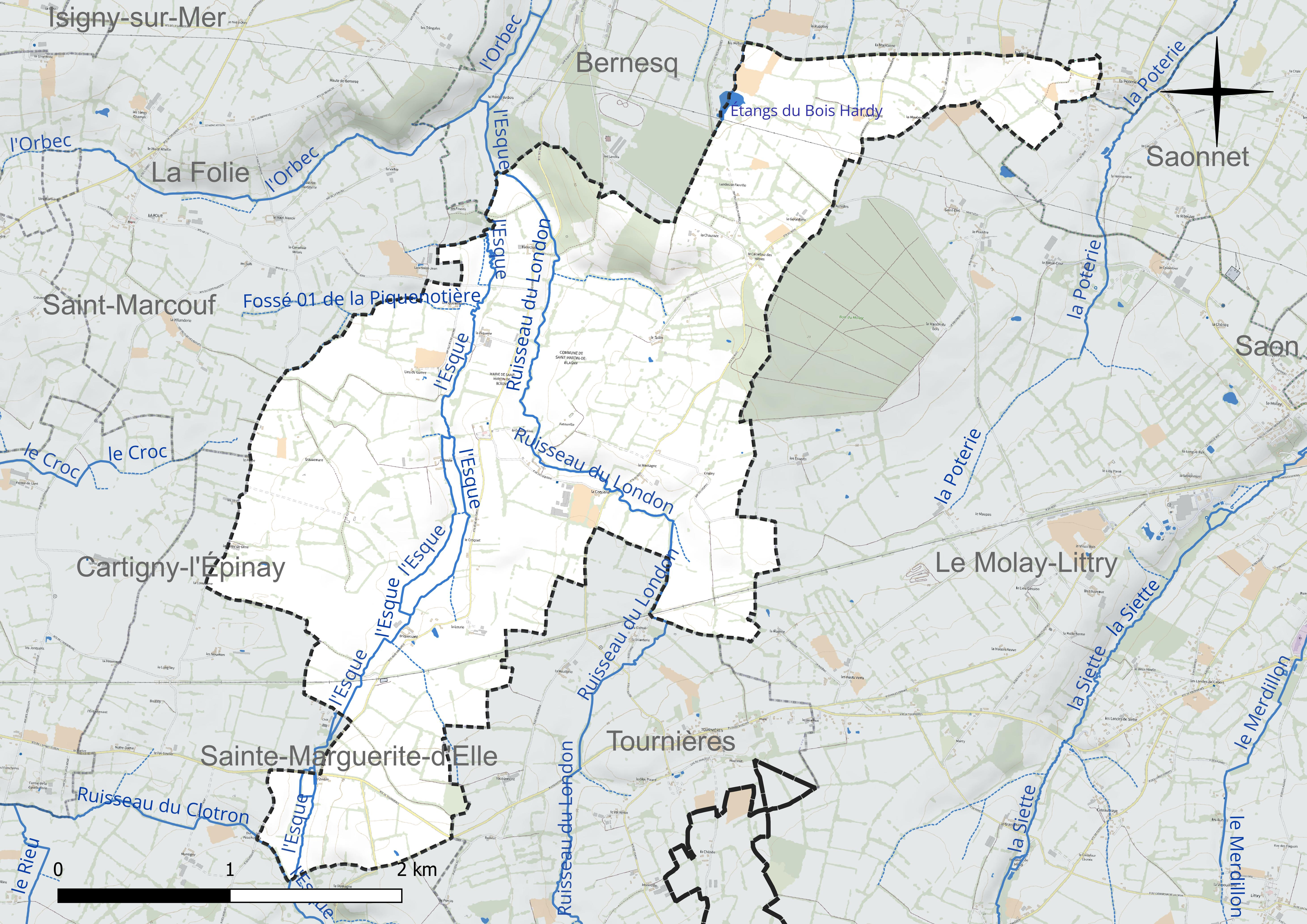
Réseau hydrographique de Saint-Martin-de-Blagny.

Un plan d'eau complète le réseau hydrographique : les étangs du Bois Hardy, d'une superficie totale de 1,2 ha (0,8 ha sur la commune),.

### Climat
Pour des articles plus généraux, voir Climat de la Normandie et Climat du Calvados.
En 2010, le climat de la commune est de type climat océanique franc, selon une étude du CNRS s'appuyant sur une série de données couvrant la période 1971-2000. En 2020, Météo-France publie une typologie des climats de la France métropolitaine dans laquelle la commune est exposée à un climat océanique et est dans la région climatique  Normandie (Cotentin, Orne), caractérisée par une pluviométrie relativement élevée (850 mm/a) et un été frais (15,5 °C) et venté. Parallèlement le GIEC normand, un groupe régional d'experts sur le climat, différencie quant à lui, dans une étude de 2020, trois grands types de climats pour la région Normandie, nuancés à une échelle plus fine par les facteurs géographiques locaux. La commune est, selon ce zonage, exposée à un « climat maritime », correspondant au Cotentin et à l'ouest du département de la Manche, frais, humide et pluvieux, où les contrastes pluviométrique et thermique sont parfois très prononcés en quelques kilomètres quand le relief est marqué.
Pour la période 1971-2000, la température annuelle moyenne est de 10,7 °C, avec  une amplitude thermique annuelle de 11,5 °C. Le cumul annuel moyen de précipitations est de 822 mm, avec 13,1 jours de précipitations en janvier et 7,7 jours en juillet. Pour la période 1991-2020, la température moyenne annuelle observée sur la station météorologique la plus proche, située sur la commune de Balleroy-sur-Drôme à 11 km à vol d'oiseau, est de 11,2 °C et le cumul annuel moyen de précipitations est de 924,3 mm,. Pour l'avenir, les paramètres climatiques de la commune estimés pour 2050 selon différents scénarios d'émission de gaz à effet de serre sont consultables sur un site dédié publié par Météo-France en novembre 2022.

## Urbanisme

### Typologie
Au 1er janvier 2024, Saint-Martin-de-Blagny est catégorisée commune rurale à habitat très dispersé, selon la nouvelle grille communale de densité à 7 niveaux définie par l'Insee en 2022.
Elle est située hors unité urbaine et hors attraction des villes,.

### Occupation des sols
L'occupation des sols de la commune, telle qu'elle ressort de la base de données européenne d'occupation biophysique des sols Corine Land Cover (CLC), est marquée par l'importance des territoires agricoles (95,4 % en 2018), une proportion identique à celle de 1990 (95,4 %). La répartition détaillée en 2018 est la suivante : 
prairies (84 %), terres arables (9,9 %), forêts (4,6 %), zones agricoles hétérogènes (1,5 %). L'évolution de l'occupation des sols de la commune et de ses infrastructures peut être observée sur les différentes représentations cartographiques du territoire : la carte de Cassini (XVIIIe siècle), la carte d'état-major (1820-1866) et les cartes ou photos aériennes de l'IGN pour la période actuelle (1950 à aujourd'hui).

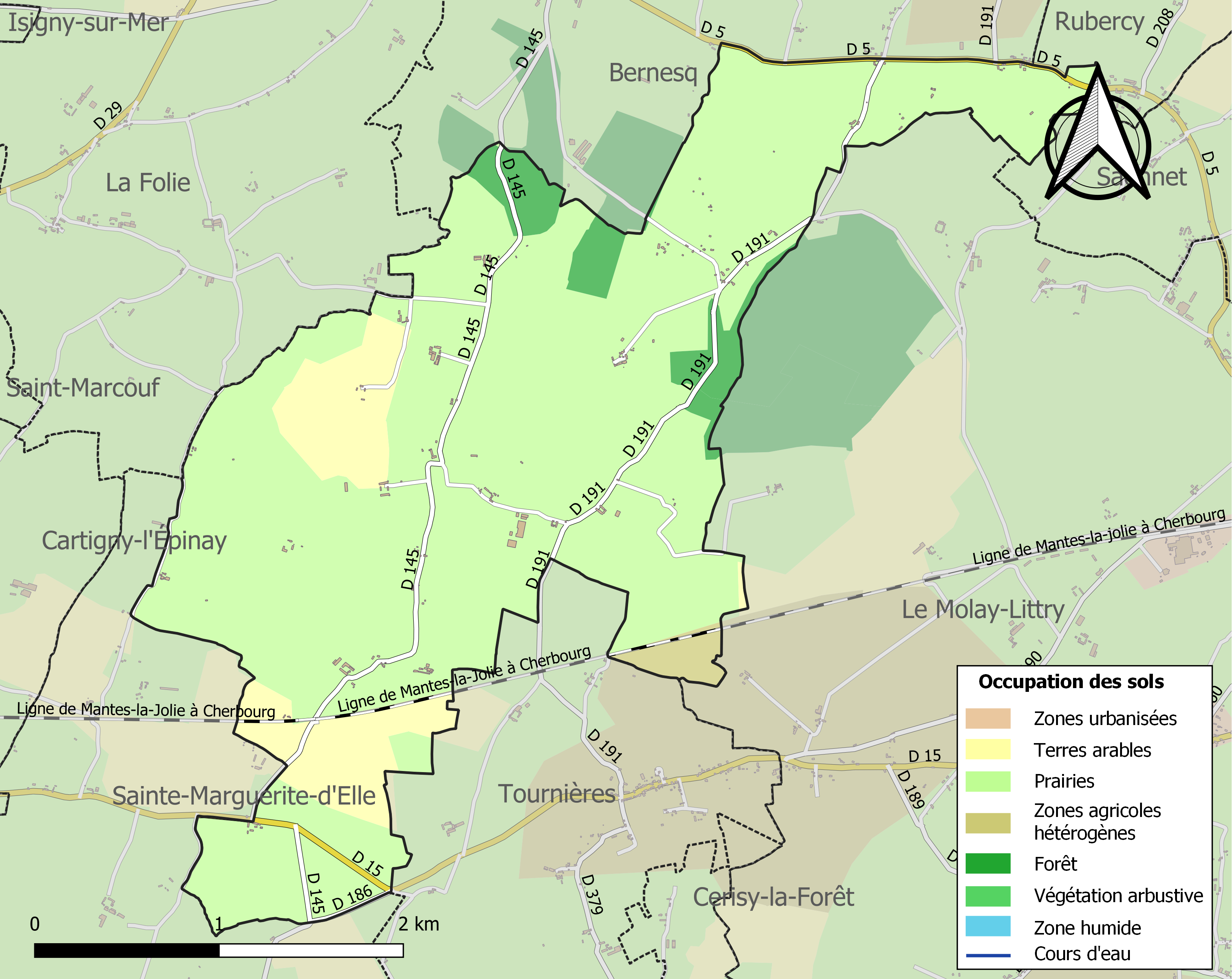
Carte des infrastructures et de l'occupation des sols de la commune en 2018 (CLC).

## Toponymie
Le nom de la localité est attesté sous les formes Blaaigneio (sans date) ; Blaaigné en 1250 ; ecclesia Santi Martini de Blaigneyo vers 1350 et Sanctus Martinus de Blagneio en 1460.
Blagny est un type toponymique gaulois ou gallo-romain en -(i)acum, suffixe de localisation et de propriété, qui a régulièrement donné la terminaison -y dans la région. Le premier élément Blagn- représente un anthroponyme, soit Blannius, soit Bladinus, nom de personne germanique que l'on retrouve dans Bleigny (Yonne, Bladiniacus 1155). Les deux paroisses de Saint-Martin-de-Blagny et de Notre-Dame-de-Blagny résultent de la division d'un primitif *Bladiniacum.
Hameau de Fatouville, toponyme en -ville au sens ancien de « domaine rural », précédé du nom de personne scandinave Fastulfr. FastulfR ou Fastúlfr sont les formes norroises du nom de personne, le vieux danois a Fastulf. Il s'agit d'un composé des éléments germaniques FAST « dur, ferme » et ULF « loup ». Homonymie avec Fatouville (Eure) et quelques autres Fatouville de Normandie.

## Histoire
Au XIIe siècle, les seigneurs de Molay-Bacon étaient seigneurs de Saint-Martin-de-Blagny.
Entre 1941 et 1950, les houillères de Littry exploitent les puits I et II de Fumichon à La Folie et à Saint-Martin-de-Blagny. Au cours de cette décennie, c'est 80 000 tonnes qui sont extraites afin de compenser les pénuries engendrées par la Seconde Guerre mondiale et la Reconstruction.

## Politique et administration
| Période                                  | Période   | Identité       | Étiquette | Qualité     |
| ---------------------------------------- | --------- | -------------- | --------- | ----------- |
| 1945                                     | 1963      | Émile Vallée   |           |             |
| juin 1995                                | mars 2001 | Jacques Vallée |           | Agriculteur |
| mars 2001                                | mai 2020  | Alain Pasquet  |           | Agriculteur |
| mai 2020                                 | En cours  | Érick Suret    | SE        | Agriculteur |
| Les données manquantes sont à compléter. |           |                |           |             |

Le conseil municipal est composé de onze membres dont le maire et deux adjoints.

## Démographie
L'évolution du nombre d'habitants est connue à travers les recensements de la population effectués dans la commune depuis 1793. Pour les communes de moins de 10 000 habitants, une enquête de recensement portant sur toute la population est réalisée tous les cinq ans, les populations de référence des années intermédiaires étant quant à elles estimées par interpolation ou extrapolation. Pour la commune, le premier recensement exhaustif entrant dans le cadre du nouveau dispositif a été réalisé en 2006.
En 2022, la commune comptait 120 habitants, en évolution de −9,77 % par rapport à 2016 (Calvados : +1,58 %, France hors Mayotte : +2,11 %).
Saint-Martin-de-Blagny a compté jusqu'à 358 habitants en 1806.
| 1793 | 1800 | 1806 | 1821 | 1831 | 1836 | 1841 | 1846 | 1851 |
| ---- | ---- | ---- | ---- | ---- | ---- | ---- | ---- | ---- |
| 351  | 348  | 358  | 349  | 288  | 338  | 316  | 356  | 311  |

| 1856 | 1861 | 1866 | 1872 | 1876 | 1881 | 1886 | 1891 | 1896 |
| ---- | ---- | ---- | ---- | ---- | ---- | ---- | ---- | ---- |
| 311  | 346  | 348  | 312  | 328  | 322  | 318  | 280  | 274  |

| 1901 | 1906 | 1911 | 1921 | 1926 | 1931 | 1936 | 1946 | 1954 |
| ---- | ---- | ---- | ---- | ---- | ---- | ---- | ---- | ---- |
| 272  | 260  | 240  | 211  | 239  | 230  | 224  | 276  | 294  |

| 1962 | 1968 | 1975 | 1982 | 1990 | 1999 | 2006 | 2011 | 2016 |
| ---- | ---- | ---- | ---- | ---- | ---- | ---- | ---- | ---- |
| 214  | 219  | 145  | 139  | 124  | 122  | 125  | 127  | 133  |

| 2021 | 2022 | - | - | - | - | - | - | - |
| ---- | ---- | - | - | - | - | - | - | - |
| 122  | 120  | - | - | - | - | - | - | - |

## Économie
La commune se situe dans la zone géographique des appellations d'origine protégée (AOP) Beurre d'Isigny et Crème d'Isigny.

## Lieux et monuments
- Église Saint-Martin, du XIIe siècle : en partie romane, on y voit des pierres disposées en arêtes de poisson ; mais des reprises ont eu lieu dans la maçonnerie à diverses époques. L'église est sous l'invocation de saint Martin. En 1200, le patronage relevait pour la moitié de Pierre Ruaud et pour un quart de Guillaume Bacon. L'un et l'autre cédèrent bientôt la cure et les dîmes à l'abbaye de Longues. Elle comportait un porche qui est aujourd'hui muré et transformé en chapelle extérieure commémorant la 9th Air Force dont dix-huit aviateurs sont tombés lors de la bataille de Normandie.

Dans le chœur de l'église, il est encore possible d'observer deux pavés vernissés provenant de l'atelier du Molay.
- La Motte-Blagny du XVIe siècle : dès le XIe siècle, il est fait mention d'une motte castrale possession de la famille Bacon du Molay, puis, plus tard, peut être un fief de la famille d'Argouges. Jacques d'Argouges, mort le 6 septembre 1510, était sire d'Argouges et vassal du Molay-Bacon, seigneur de Beaumont en la Hague et de la Motte Blagny. Au début du XVIe siècle, le domaine échoit dans les mains de la famille de Béchevel dont on retrouve les armoiries sur une cheminée. À la Révolution, le domaine est vendu comme bien national, et passe de mains en mains, dont celles de la famille du peintre Géricault, puis au milieu du XXe siècle, laissé à l'abandon. Racheté en 2000, il est alors restauré.

Construit, à 320 mètres de l'église, à l'emplacement de la motte castrale, la ferme-manoir, en pierre calcaire blanche et couverte d'ardoises, est situé au bout d'un chemin. Les pierres rouges de Saint-Lô date probablement de l'époque où le domaine passe dans les mains de la famille de Béchevel. Chef-lieu d'une seigneurie, elle possédait un moulin, un four à chaux et un four banal. On pense que le domaine était ceinturé de douves et d'un mur défensif. La partie la plus ancienne est une grange qui date du XVIe siècle, agrandies à maintes reprises, avec sur sa façade nord des traces de latrines en encorbellement, de fenêtres à meneaux, et à l'intérieur les restes d'une cheminée monumentale. Sur sa droite, elle est flanquée d'une tour carrée qui date du XVIIe siècle, percée de meurtrières. La date de 1630 est gravée sur le fronton de la lucarne placée en toiture. On retrouve en vis-à-vis la même disposition, une grange flanquée d'une tour carrée, percée de trous de fusils, avec au niveau du grenier, sous la toiture, environ 200 trous de boulins à usage de pigeonnier. Le logis présente quelques fenêtres à meneaux ou géminées, l'une assez remarquable datant de la première moitié du XVIIe siècle. Dans un pré, un vieux chêne dont la circonférence atteint près de 8 mètres.

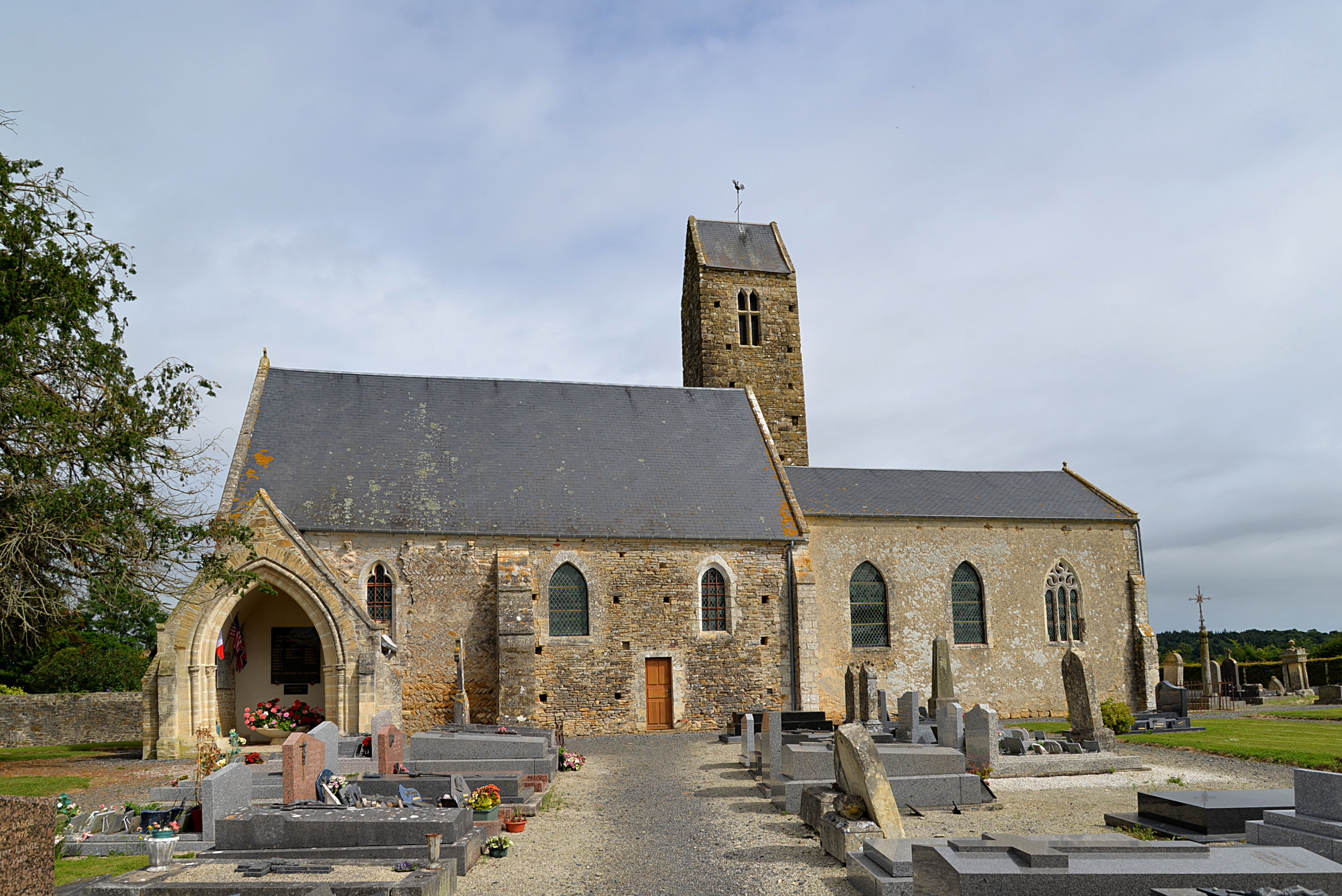
L'église Saint-Martin.
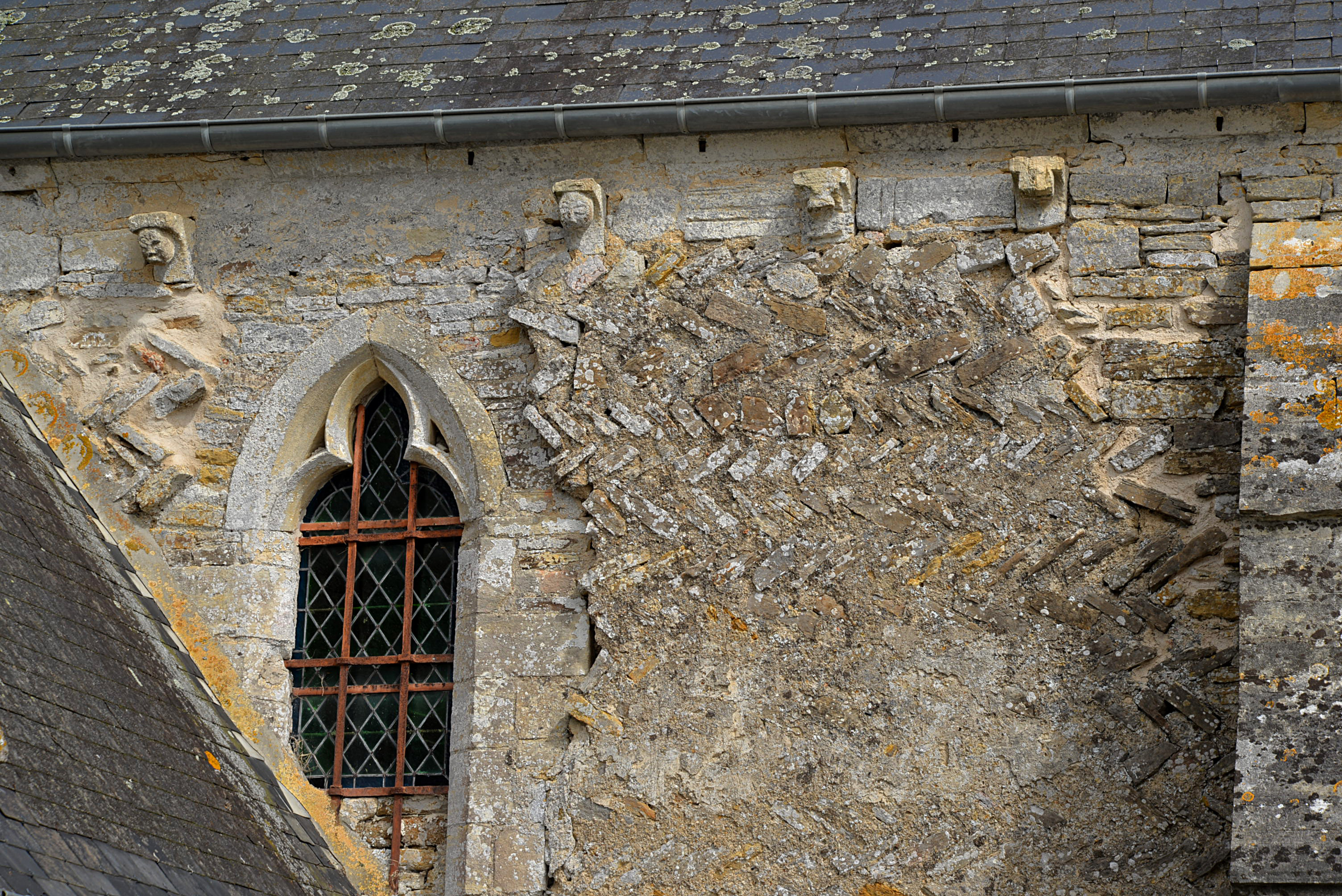
Détails du mur sud de l'église Saint-Martin.
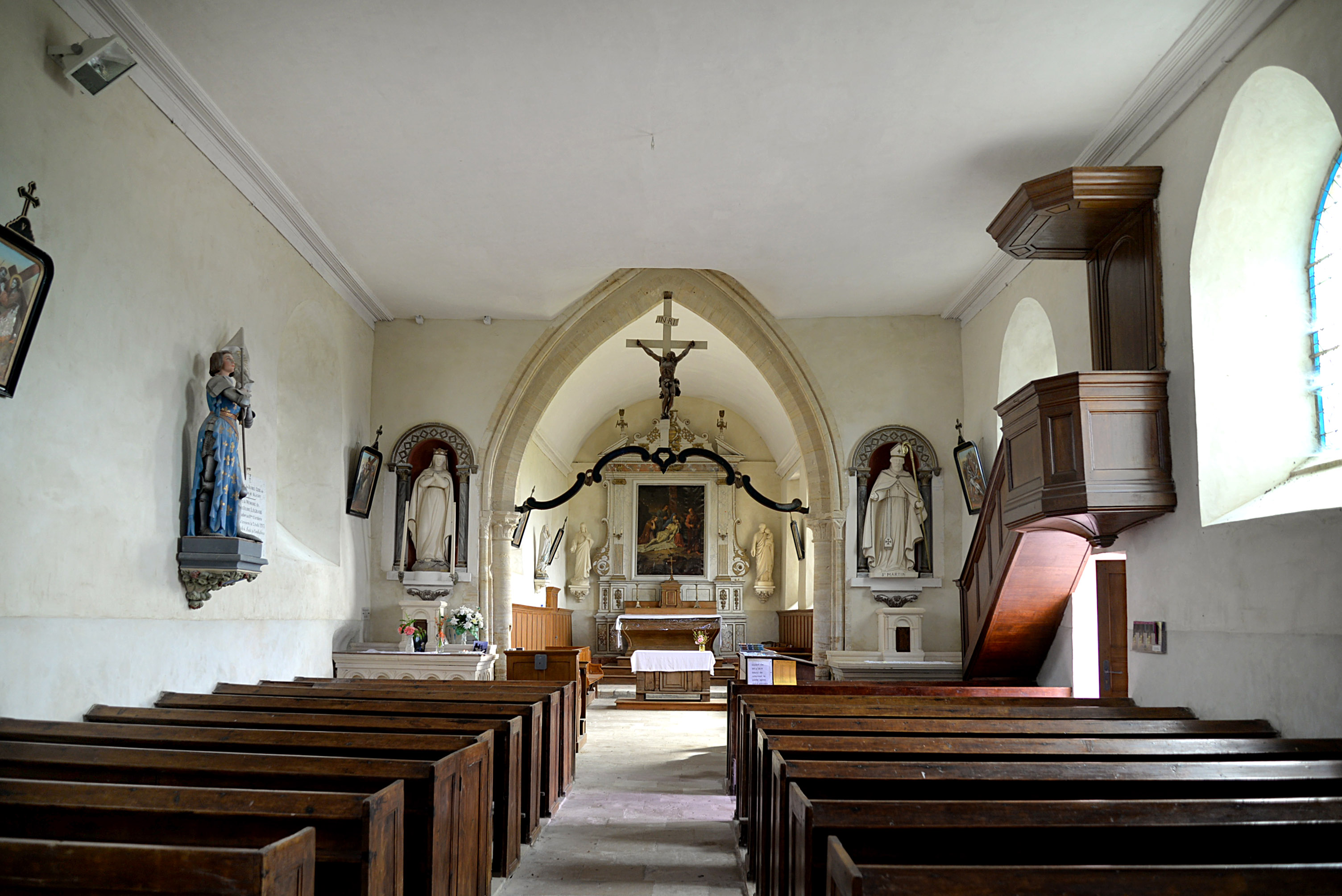
La nef de l'église Saint-Martin.
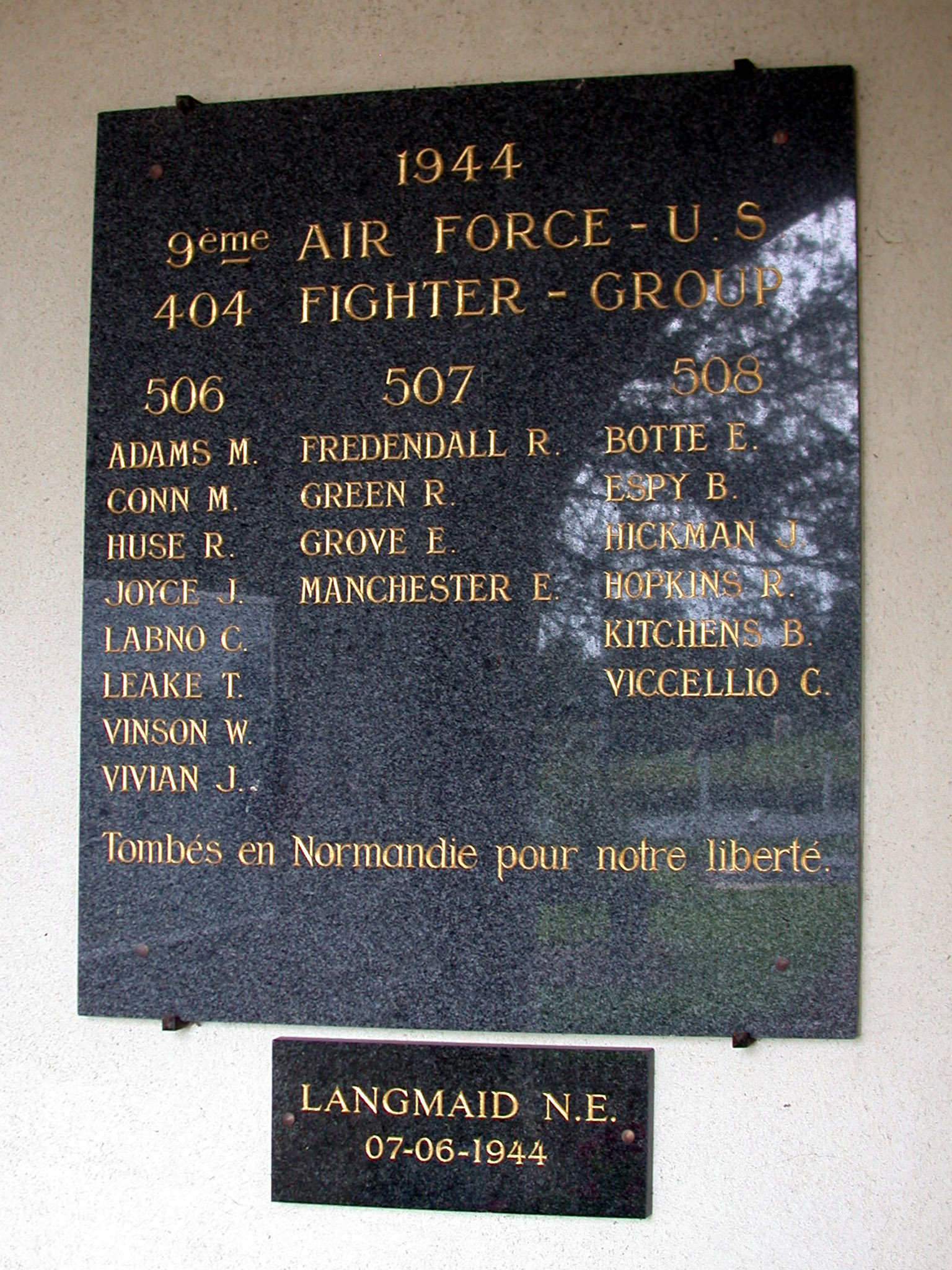
Plaque commémorative de la 9è Air Force US.
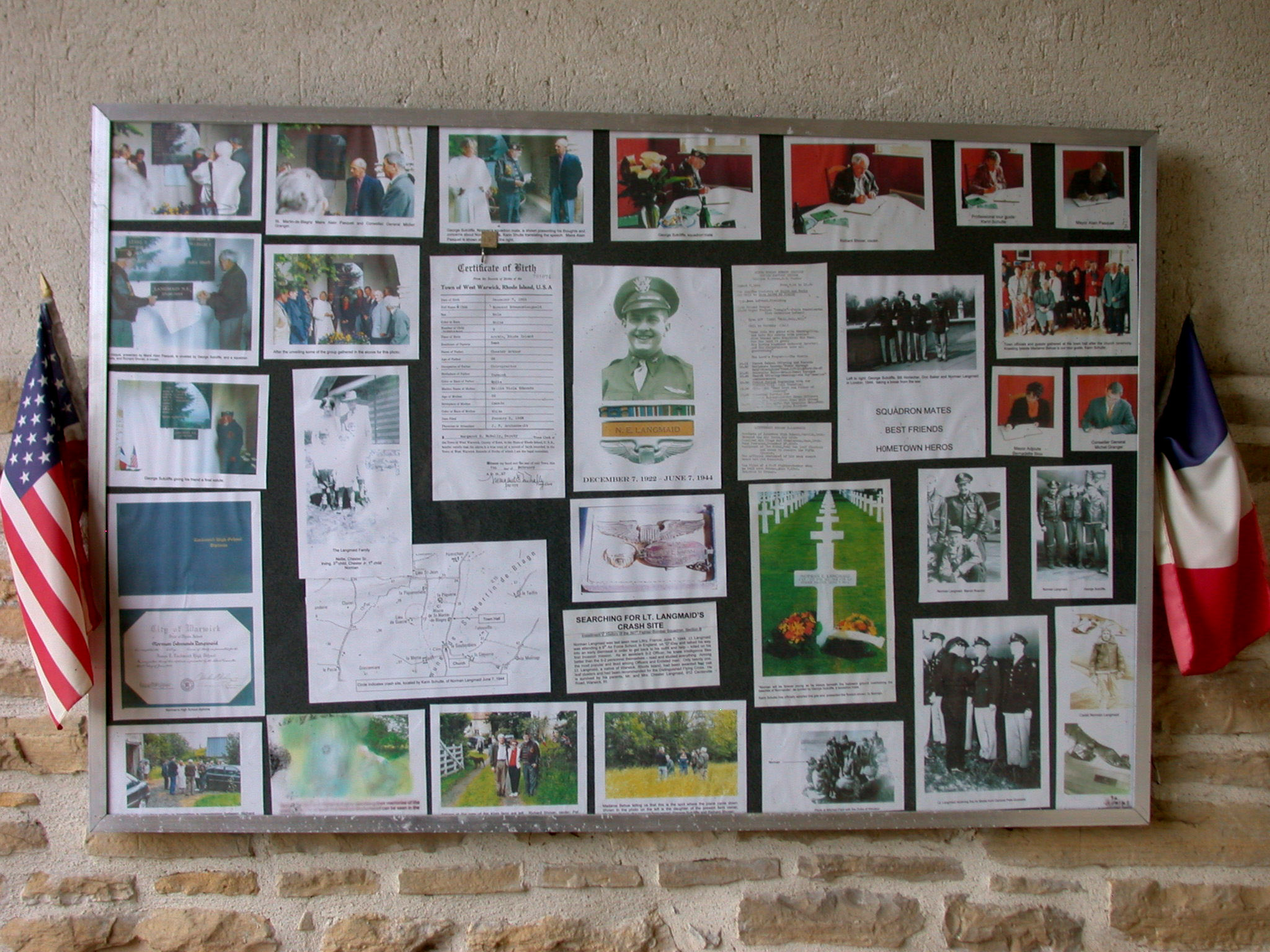
Tableau d'information de la 9è Air Force US.
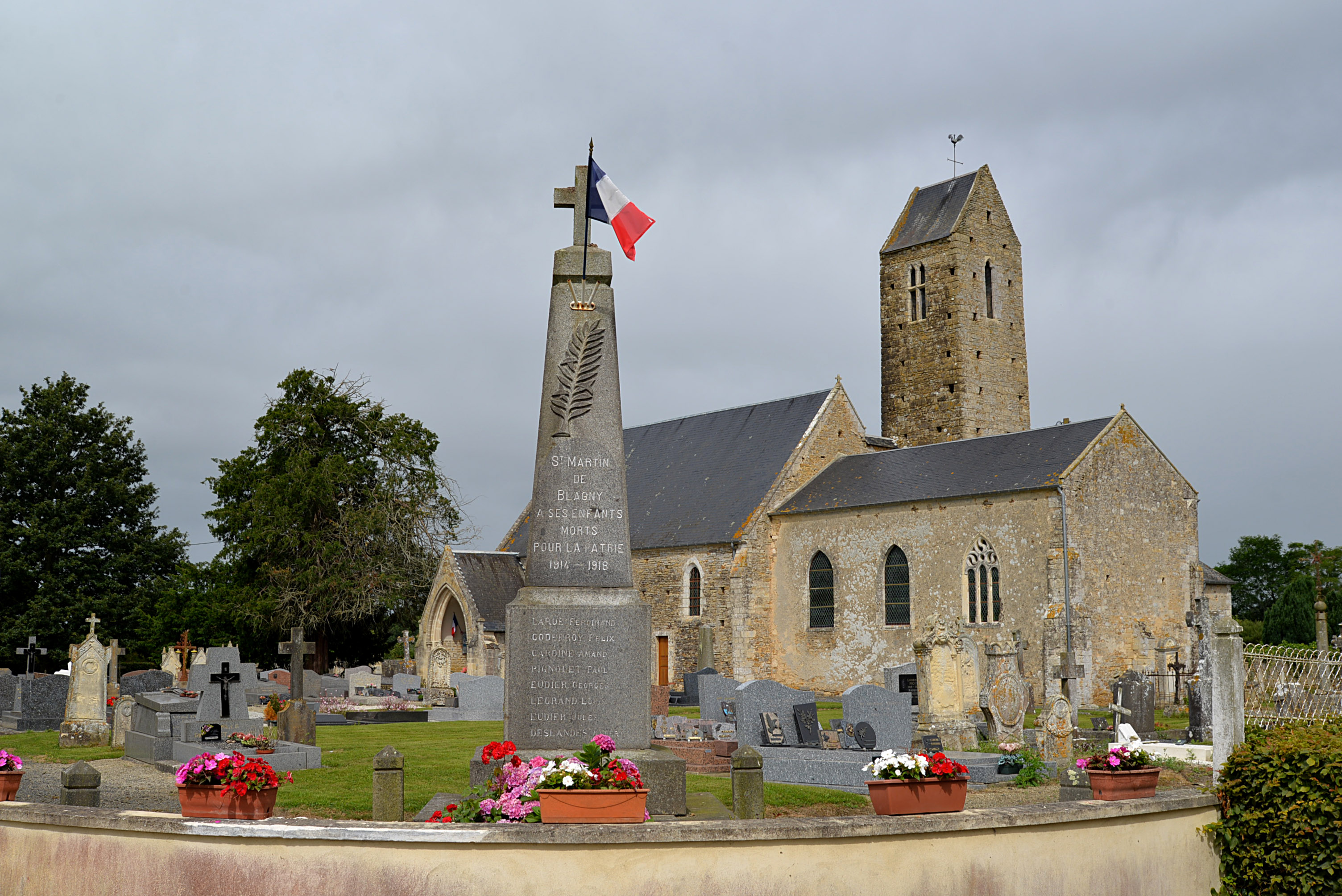
Le monument aux morts.

## Saint-Martin-de-Blagny et la littérature
Le Roman de Renart fut composé de 1174 à 1250 par  plusieurs auteurs, dont notamment Richard de Lison, un clerc qui raconte de manière romancée des faits d'intérêt local ayant pour décor la paroisse du Molay :

« Renart se dirige vers le bois du Vernay mais lorsqu'il rencontre l'abbé Huon et sa meute, il retourne sur ses pas après avoir franchi deux fois la Siette et le Drôme. Il rencontre Tibert le chat étendu sur un rocher dans le bois du Molay, tous deux décident de prendre la direction du Vernay pour aller chercher fortune dans l'enclos de Guillaume Bacon, « loing del castel desos la ville ». Or voici que survient ledit Guillaume Bacon, seigneur du lieu, Renart prend un chemin de traverse, Tibert grimpe sur un chêne. Bientôt se joint aux chasseurs, le prêtre du Breuil-en-Bessin qui fait route vers Saint-Martin-de-Blagny. Tibert réussit à s'enfuir « tot le chemin de Blagnié ». À hauteur de Tournières, entre la Chênée et la lande de Bernesq, il rencontre Renart qui n'en croit pas ses yeux. Il lui annonce son intention de l'emmener avec lui à Saint-Martin à « Blaengnié » où il diront l'office… »